# Jesse Lumsden
Jesse Lumsden (Burlington, 3 agosto 1982) è un bobbista canadese.

## Biografia

### La carriera nel football canadese
Figlio di Neil, ex giocatore di football canadese, Lumsden dal 2005 al 2011 è stato anch'egli footballer canadese militando nella Canadian Football League e vestendo le maglie di Hamilton Tiger-Cats, Edmonton Eskimos e Calgary Stampeders.

### La carriera bobbistica
Pratica il bob dal 2009 come frenatore per la squadra nazionale canadese. Debuttò in Coppa Europa a novembre del 2009 e in Coppa Nordamericana ad aprile 2011. Esordì invece in Coppa del Mondo nella stagione 2009/10, il 6 dicembre 2009 a Cesana Torinese dove si piazzò al decimo posto nel bob a quattro, ottenne il suo primo podio il 14 gennaio 2012 a Schönau am Königssee (2º nel bob a due con Lyndon Rush) e la sua prima vittoria il 4 febbraio 2012 a Whistler nel bob a due sempre con Rush.
Alle olimpiadi di Vancouver 2010 si classificò al quinto posto sia nel bob a due che nel bob a quattro con Pierre Lueders alla guida mentre a Soči 2014 giunse sempre quinto nella gara a due con Chris Spring e ventottesimo in quella a quattro competendo nell'equipaggio pilotato da Justin Kripps.
Ai campionati mondiali conta tre partecipazioni e due medaglie d'argento vinte nel bob a due, la prima a Lake Placid 2012 con Lyndon Rush e la seconda a Schönau am Königssee 2017 con Justin Kripps; in quest'ultima edizione  ha anche ottenuto il suo miglior risultato nel bob a quattro con il sesto posto finale.

Ha altresì conquistato un titolo nazionale canadese nel bob a due.

## Palmarès

### Mondiali
- 2 medaglie:
  - 2 argenti (bob a due a Lake Placid 2012; bob a due a Schönau am Königssee 2017).

### Coppa del Mondo
- 13 podi (9 nel bob a due, 3 nel bob a quattro e 1 nelle gare a squadre):
  - 3 vittorie (nel bob a due);
  - 6 secondi posti (4 nel bob a due, 1 nel bob a quattro e 1 nelle gare a squadre);
  - 4 terzi posti (2 nel bob a due, 2 nel bob a quattro).

#### Coppa del Mondo - vittorie
| Data             | Luogo                | Paese    | Disciplina                     |
| ---------------- | -------------------- | -------- | ------------------------------ |
| 4 febbraio 2012  | Whistler             | Canada   | a due con Lyndon Rush (pilota) |
| 15 dicembre 2012 | La Plagne            | Francia  | a due con Lyndon Rush (pilota) |
| 12 gennaio 2013  | Schönau am Königssee | Germania | a due con Lyndon Rush (pilota) |

### Circuiti minori

#### Coppa Europa
- 1 podio (nel bob a due):
  - 1 vittoria.

#### Coppa Nordamericana
- 6 podi (3 nel bob a due e 3 nel bob a quattro):
  - 5 vittorie (3 nel bob a due e 2 nel bob a quattro);
  - 1 terzo posto (nel bob a quattro).